# Квантове зцілення
Ква́нтове зці́лення або квантова медицина (англ. quantum healing) — псевдонаукова суміш ідей, нібито запозичених з квантової механіки, психології, філософії та нейрофізіології. Прихильники квантового зцілення стверджують, що квантові явища впливають на здоров'я і добробут людини. Існують різні версії, які посилаються на різні квантові ідеї, включаючи корпускулярно-хвильовий дуалізм і віртуальні частинки, а також на «енергію» і вібрації. Квантове зцілення є формою альтернативної медицини. 
Американський письменник індійського походження та прихильник альтернативної медицини Діпак Чопра ввів термін «квантове зцілення», опублікувавши перше видання своєї книги з такою назвою в 1989 році. Його обговорення квантового зцілення характеризували як технобалаканина — «невід'ємне лепетання, посипане науковими термінами», що зводить з розуму тих, хто насправді розуміється на фізиці
Квантове зцілення має низку голосних послідовників, але наукове співтовариство широко розцінює це як безглуздість. Основна критика пов'язана з систематичними неправильними інтерпретаціями сучасної фізики, особливо зважаючи на те, що макроскопічні об'єкти (наприклад, людське тіло чи окремі клітини) занадто великі виявляти за своєю суттю квантові властивості.